# Kirche Hl. Großmärtyrer Theodor Tiro (Irig)

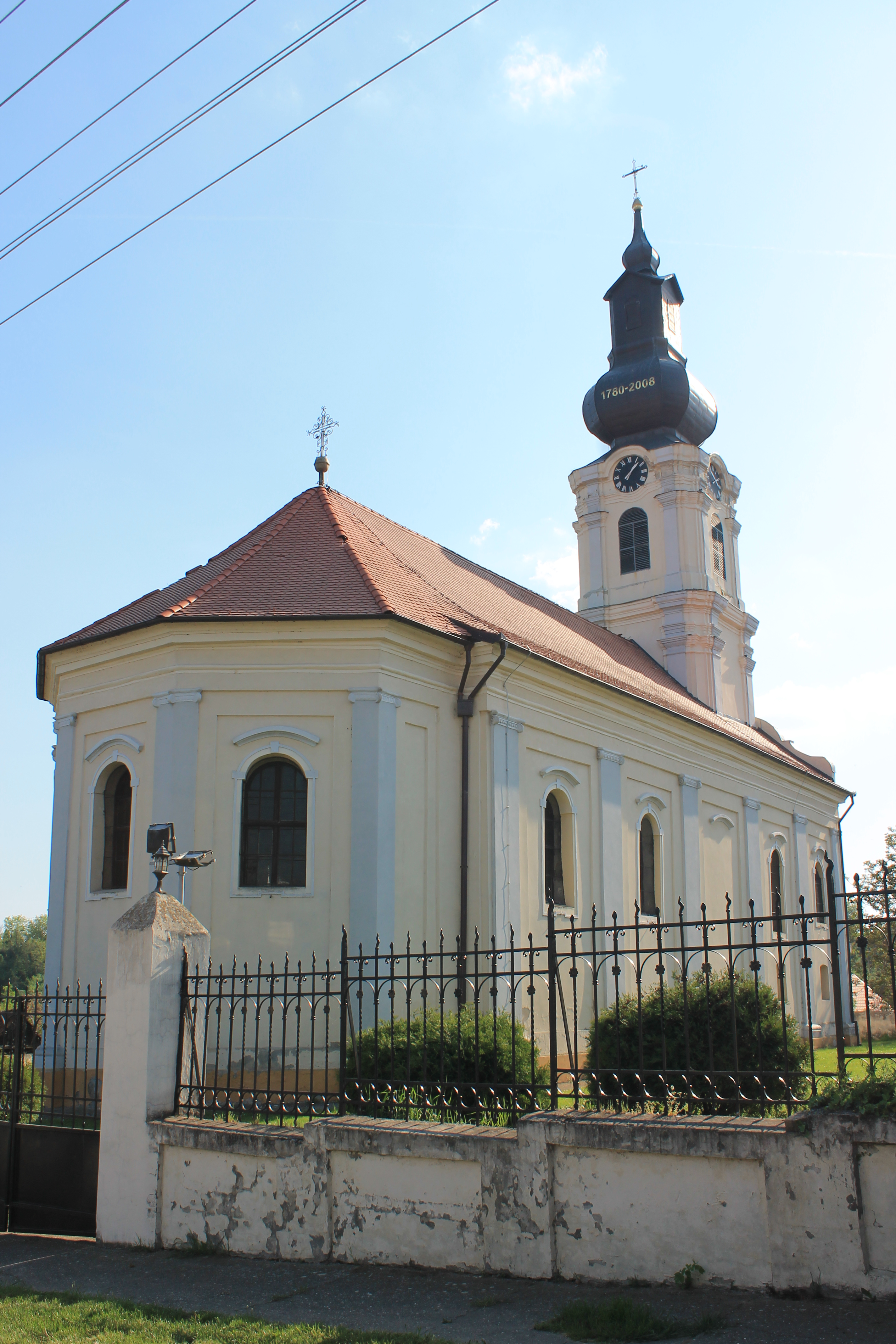
Ostansicht der Kirche Hl. Theodor Tiro in Irig

Die Kirche Hl. Großmärtyrer Theodor Tiro (serbisch: Црква Светог великомученика Теодора Тирона, Crkva Svetog velikomučenika Teodora Tirona), auch kurz Teodorovska crkva genannt, in der Kleinstadt Irig, ist eine serbisch-orthodoxe Kirche in der nordserbischen autonomen Provinz Vojvodina.
Das 1780 erbaute Kirchengebäude trägt das Patrozinium Hl. Großmärtyrer Theodor Tiro und ist die Pfarrkirche der Pfarrei III zu Irig  im Dekanat Podunavsko, der Eparchie Srem der Serbisch-Orthodoxen Kirche.
Als unbewegliches Kulturgut besitzt die Kirche den Status eines Kulturdenkmals von großer Bedeutung und steht unter staatlichem Schutz. Die Kapelle im Chorbalkon ist dem Hl. Hieromärtyrer Charalampius gewidmet.

## Lage
Die Kleinstadt Irig liegt in der Landschaft des Srem und an den südlichen Ausläufern der Fruška Gora. 
Im Ort stehen drei serbisch-orthodoxe Kirchen. Die Kirche Hl. Großmärtyrer Theodor Tiro, die Mariä-Entschlafens-Kirche und die Kirche der Überführung der Reliquien des Hl. Nikolaus. Auch steht in Irig die römisch-katholische Allerheiligenkirche.
Das Gotteshaus steht im westlichen Stadtgebiet an der Straße Ulica Svetozara Miletića. Die genaue Adresse der Kirche lautet Ulica Svetozara Miletića Nr. 17. Südlich der Kirche befinden sich der alte Friedhof und der Stadtfriedhof von Irig. 
Im umzäunten Kirchhof mit einem Eingangsportal an der Westseite und einen Eingang an der Ostseite stehen neben der Kirche auch Bäume.

## Geschichte

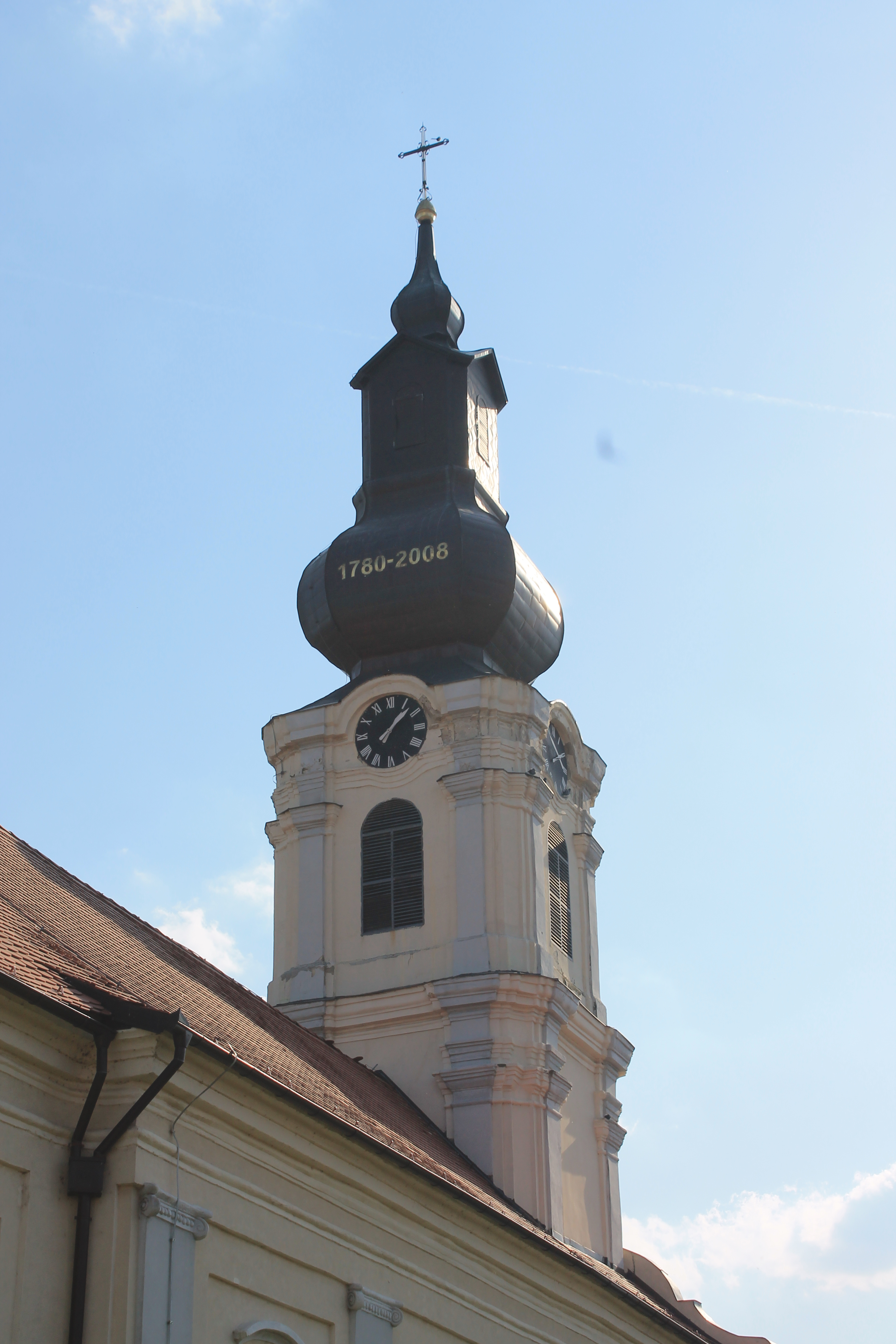
Blick auf die Kirchturmkappe

Vor der heutigen Kirche stand an derselben Stelle ein älteres Kirchengebäude. Diese 1679 erbaute Kirche Hl. Theodor Tiro wurde 1714 erwähnt. Das Kirchengebäude wurde aus den Steinen und Ziegeln, der nach der Vertreibung der Türken zerstörten türkischen Moschee, erbaut. Im Bericht des Metropolie Karlovci aus dem Jahr 1733 wird diese Kirche wie folgt beschrieben: Die Kirche wurde aus Ziegeln und Steinen der Moschee erbaut, mit Ziegeln gedeckt, das Kirchenschiff, das Waschbecken und das Taufbecken wurden aus Stein errichtet.
Die alte Kirche wurde im letzten Viertel des 18. Jahrhunderts abgerissen und das heutige Kirchengebäude im Jahre 1780 erbaut. Die künstlerisch wertvoll ausgearbeitete, hölzerne Ikonostase der Kirche wurde von einem unbekannten Holzschnitzer aus der zweiten Hälfte des 18. Jahrhunderts angefertigt. Die bedeutendsten Ikonen der Ikonostase, nämlich jene aus der ersten Zone, sind mit den dekorativ-symbolischen Motiven des Barock und Rokoko verziert. Die Ikonen der Ikonostase und die Ikonen der Throne wurden Ende der 1780er Jahre fertiggestellt und an der Südtür der Ikonostase, ist die Jahreszahl 1788 verzeichnet.
Der Malstil der Ikonen steht den Werken des bekannten Malers Jakov Orfelin nahe. 1824 wurden die Ikonen teilweise von den beiden Malern Teodor Drezmanović und Dimitrije Lazarević übermalt und vergoldet. Die Kirchengemeinde vertraute den beiden Malern, auch die Dekoration des Kircheninnenraums mit Wandmalereien, für einen Preis von 700 Forint an. 
Rund vierzig Jahre später von 1863 bis 1864, wurden die Ikonen vom Maler Jovan Klajić gereinigt, der auch die Wandmalereien im Inneren der Kirche erneuerte. Für das Bemalen der Kirchenwände und die Reinigung der Ikonostase, der Chöre und Throne erhielt der Maler Klajić zweitausend Forint. Zu Beginn des 20. Jahrhunderts wurden die gesamten Wandmalereien und die meisten Ikonen auf der Ikonostase neu bemalt. Die heutigen Wandmalereien und Ikonen wurden vom Maler Milisav Marković gemalt. 
In der Kirche befinden sich außerdem der Bischofsthron mit einer später übermalten Christusikone aus dem 18. Jahrhundert sowie der Gottesmutterthron mit Ikonen des Malers Grigorije Nikolić aus dem Jahr 1801. Im westlichen Kirchenschiff auf dem Chorbalkon befindet sich die Kapelle Hl. Charalampius. Die Ikonostase der Kapelle wurde vom Maler Jovan Pantelić im Jahr 1811 bemalt.
Die Kirche wurde im sozialistischen Jugoslawien am 31. Dezember 1954 zum Kulturdenkmal erklärt. Am 30. Dezember 1991 erfolgte die Kategorisierung der Kirche und das Kirchengebäude wurde zu einem Kulturdenkmal von großer Bedeutung erklärt.
2008 wurde die letzte große Restaurierung der Kirche beendet. Am 8. März 2025 hielt der Bischof der Eparchie Srem, Vasilije, eine bischöfliche Liturgie in der Kirche ab.

## Architektur

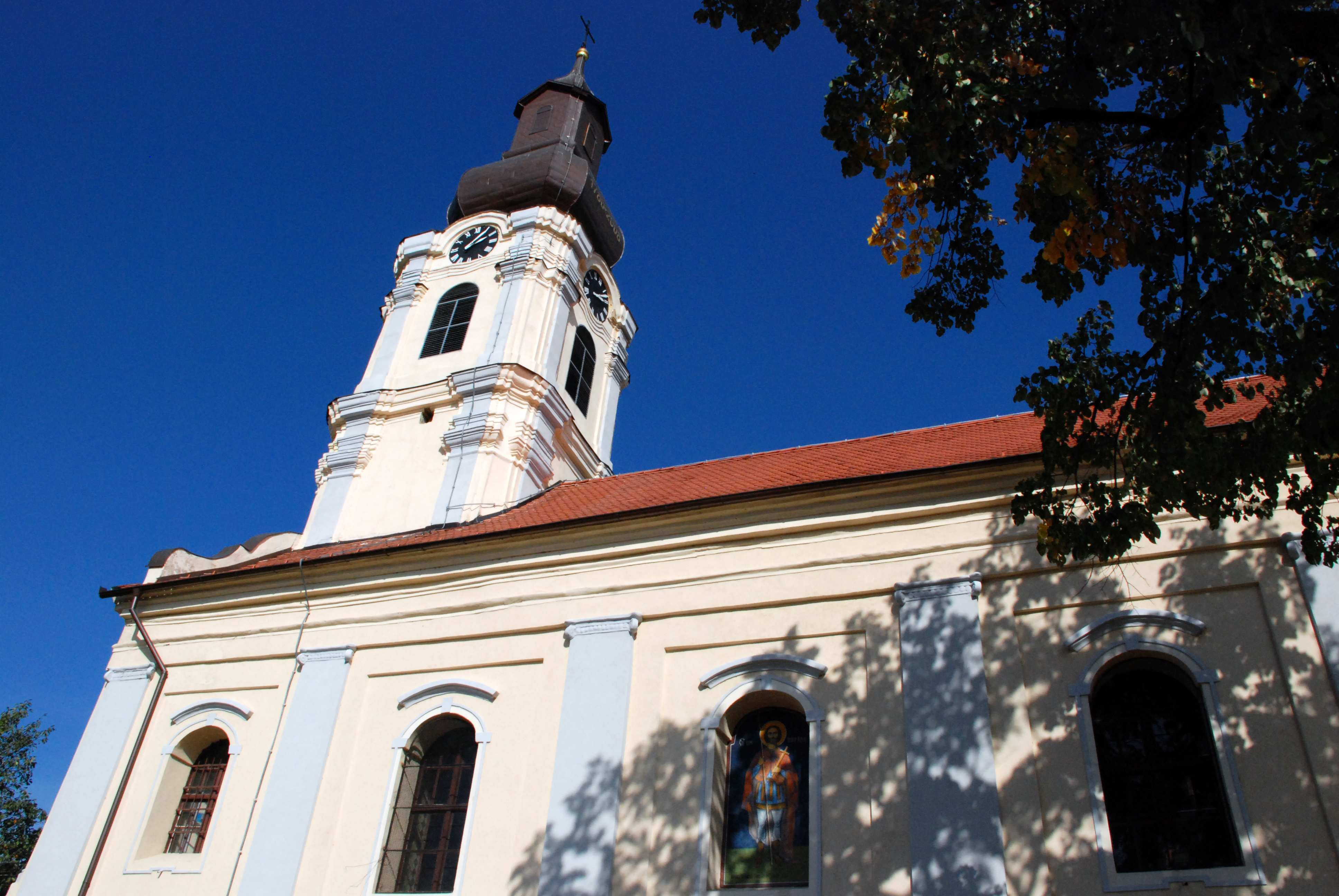
Blick auf die Nordfassade

Die Kirche stellt ein typisches Beispiel eines serbisch-orthodoxen Gotteshauses, aus der Zeit als dieses Gebiet dem österreichischen Kaiserreich angehörte, dar. 
Das einschiffige Kirchengebäude mit einem rechteckigen Grundriss ist in seiner Grundkonzeption, im Stil des Barock erbaut worden, mit einer erweiternden von Außen fünfseitigen und im Inneren halbrunden Altar-Apsis im Osten und einem Narthex mitsamt einem aus der Westfassade sich erhebenden hohen barocken Kirchturm, den eine mehrgeschoßige Zwiebelturmkappe krönt, im Westen. Auf die Ostseite der Kirchturmhaube wurden die Jahreszahlen 1780 und 2008 verewigt.
Die Fassaden sind einfach gegliedert: horizontal durch einen niedrigen Sockel und ein profiliertes Dachgesims, vertikal durch eine Pilasterreihe mit einfachen Kapitellen. An der Nord- und Südfassade befinden sich jeweils vier Bogenfenster. An der Ostseite im Bereich der Apsis befinden sich drei weitere Bogenfenster. 
Der Haupteingang der Kirche befindet sich an der Westfassade; auch gibt es einen Nebeneingang an der Nordseite der Kirche. An der Nordfassade befindet sich, in einer Nische über einem dreieckigen Tympanon über der Eingangstür, eine Patronats-Freske des Hl. Theodor Tiro. 
Die Kirche besitzt zwei Kirchenkreuze, eines auf der Spitze des Kirchturmes und das andere am Ostende des Naos. Im oberen Geschoss des Kirchturms befindet sich zu jeder Seite des Kirchturms eine Uhr mit Mechanismus.
Das Kircheninnere wird von der hohen, prächtigen, hölzernen, reich verzierten, mehrstöckigen und mehrtürigen Ikonostase mitsamt Ikonen, im Stil des Barock und Rokoko dominiert. Im Kircheninnenraum befinden sich zudem der Gottesmutter- und Bischofsthron, Kronleuchter, in Blau gefärbtes und verziertes Chorgestühl, Wandikonen und dekorierte Chorständer. Die Kirche verfügt über einen großen Chorbalkon im westlichen Kirchenschiff. Die Kirchenwände sind mit vielen floralen Ornamenten und Wandmalereien von Heiligen geschmückt. Das Gewölbe ist mit einem Firmament dekoriert.